# Coelophysis
 Coelophysis  ist eine Gattung früher Dinosaurier aus der Gruppe der Theropoda. Die besonders leicht gebaute Gattung wurde bei einer Länge von bis zu etwa 2,5 Metern geschätzte 20 bis 30 Kilogramm schwer. Coelophysis lebte in der Zeit der Obertrias (Norium bis Rhaetium) hauptsächlich im feuchtwarmen Küstenwald des heutigen Südwestteils Nordamerikas. Es ist nur die Typusart Coelophysis bauri bekannt.
Diese Art wurde 1889 erstmals von Edward Drinker Cope beschrieben nach Fossilien, die von David Baldwin acht Jahre zuvor gefunden wurden. Seinen Namen erhielt der Coelophysis bauri von Coles Präparator Baur. Die wichtigste Studie dieser Tierart führte Edwin Harris Colbert 1947 durch.

## Anatomie
Die Knochen waren, charakteristisch für Theropoden, hohl, die Gliedmaßen lang und schlank. Der Schädel war schmal und niedrig, der Hals länger als der Rumpf. Die Bezahnung bestand aus kleinen Zähnen mit bohrenden Spitzen.
Das Becken (Sacrum) war aus fünf Rippenpaaren aufgebaut, die beim erwachsenen Tier mit den Sakralwirbeln und dem obersten Beckenknochen, dem niedrigen und sehr lang ausgebildeten Darmbein (Ilium), zusammengewachsen waren. Ein weiterer Beckenknochen, das Schambein (Pubis), war ein schmaler, abgeflachter Stab, der weit nach vorne ragte. Die beiden Einzelknochen des Schambeins, die Pubes, waren vorn entlang der Mittellinie miteinander verwachsen, ohne wie bei vielen anderen Theropoden eine schuhförmige Platte zu bilden. Das Sitzbein (Ischium), der hinterste (kaudale) Teil des Beckens, war ursprünglich gebaut und wie bei den übrigen frühen Dinosauriern ein nach hinten gerichteter flacher Stab.
Der Schwanz war sehr lang und bildete das Gegengewicht für den präsakralen (dem vor dem Becken gelegenen) Teil des Körpers. Das Schulterblatt war lang und schmal, das Rabenbein (Coracoid), ein weiterer Knochen des Schultergürtels, dagegen eine kleine ovale Platte. Die für Theropoden kennzeichnende Rückbildung des Schlüsselbeins vergrößerte die Beweglichkeit der Arme. Die Anatomie der schlanken Vordergliedmaßen gibt keine Hinweise auf eine vierbeinige Fortbewegung (Quadrupedie). Die dreistrahlige (aus drei Fingern bestehende) Hand war als Greifhand ausgebildet. Die Knochen des Unterschenkels, Schienbein (Tibia) und Wadenbein (Fibula), waren etwa 20 Prozent länger als der Oberschenkelknochen (Femur), die Fußwurzel (Tarsus) war weitgehend reduziert.

## Lebensweise

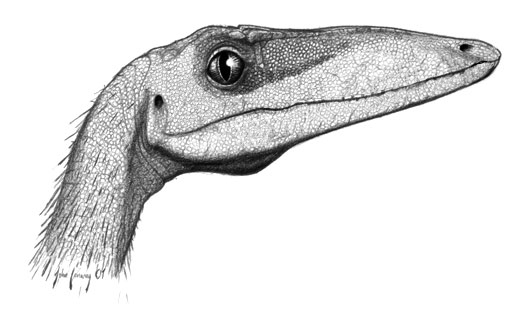
Kopf von Coelophysis bauri

Lange Zeit wurde Kannibalismus bei dieser Gattung angenommen, denn Überreste in der Darmgegend großer Exemplare wurden als solche von Jungtieren gedeutet. Eine Untersuchung aus dem Jahr 2006 ergab jedoch, dass diese Interpretation auf eine ungenaue Analyse zurückzuführen war. Bei den versteinerten Nahrungsresten handelte es sich um Knochen von Vorfahren der heutigen Krokodile (Crocodylomorpha).
Es wurden zwei unterschiedliche Formen von Coelophysis identifiziert, robuste und schlanke. Paläontologen nahmen an, dass es Männchen und Weibchen waren, es sich also um einen Fall von Geschlechtsdimorphismus handelt.
Die besten der tausenden von Skeletten stammen aus dem Petrified-Forest-Member der Chinle-Formation und wurden 1947 von Edwin Colbert auf dem Gelände der Ghost Ranch im US-Bundesstaat New Mexico (USA) gefunden. Es wird vermutet, dass die Tiere an einer vertrockneten Wasserquelle verdurstet sind und anschließend von einer Sturzflut ins Gebiet der Ghost Ranch geschwemmt wurden.